# Eagles de Boston College
Pour les articles homonymes, voir Eagles (homonymie).
Les Eagles de Boston College (en anglais : Boston College Eagles) sont un club omnisports universitaire du Boston College.  
Les équipes des Eagles participent aux compétitions universitaires organisées par la National Collegiate Athletic Association.  
Boston College fait partie de la Atlantic Coast Conference depuis 2005.

## Football américain
La plus fameuse équipe des Eagles est celle de football américain créée en 1893. Doug Flutie fut honoré d'un trophée Heisman en 1984. De plus, Boston College revendique un titre national en 1940 qui prête à controverses (voir Championnat NCAA de football américain). L'équipe évolue au Alumni Stadium, enceinte de 44 500 places inaugurée le 21 septembre 1957.
BC a participé à 17 bowls avec 11 victoires pour 6 défaites. Les Eagles se sont ainsi imposés en Sugar Bowl en 1940, Cotton Bowl en 1984, Hall of Fame Bowl en 1986, Carquest Bowl en 1993, Aloha Bowl en 1994 et 2000, Music City Bowl en 2001, Motor City Bowl en 2002, San Francisco Bowl en 2003, Meineke Car Care Bowl en 2004 et MPC Computers Bowl en 2005.

## Basket-ball

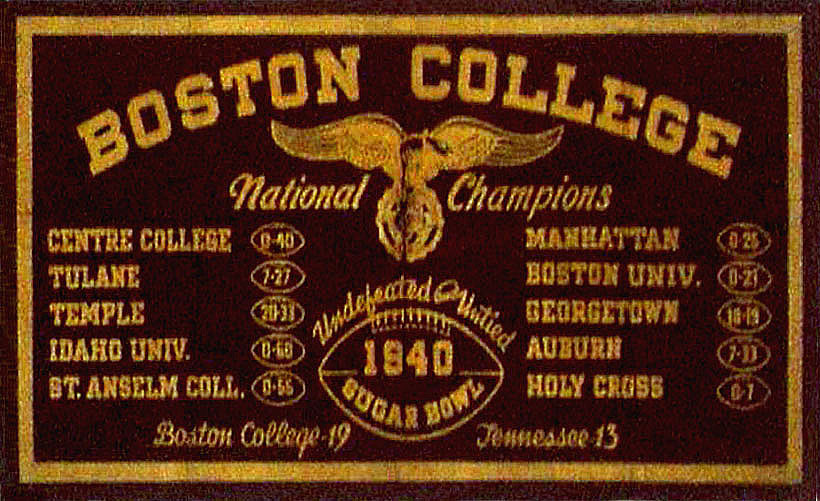
La bannière de champions 1940

L'équipe de basket-ball fut créée en 1904 (section féminine depuis 1973). Ces équipes disputent leurs matchs à domicile au Conte Forum, salle de 8606 places inaugurée en 1988. Les garçons furent champions de la Big East en 1997 et 2001 mais ne se sont jamais vraiment illustrés dans le National Invitation Tournament avec, au mieux, une place parmi les huit derniers qualifiés (quarts de finale) en 1994. Au début de la saison 2004-2005, les Eagles signent une série de 20 victoires consécutives. En 2006, ils signent le français Daye Kaba originaire du Val-d'Oise.

## Hockey sur glace
Les basketteurs partagent le Conte Forum avec l'équipe de hockey sur glace qui fut championne nationale cinq fois (1949, 2001, 2008, 2010 et 2012). En configuration hockey, le Conte Forum compte 7884 places. Le hockey n'est pas géré par l'ACC, aussi, les Eagles évoluent en Hockey East. Dans le tournoi organisé par la Hockey East, les Eagles furent champions en 1986, 1991, 1994, 1995, 1997, 2006, 2007 et 2008. Avant d'évoluer en Hockey East, les hockeyeurs du Boston College participaient au tournoi de l'ECAC dont ils furent les champions en 1965, 1974, 1975, 1976 et 1977.